# Shokugoshūi wakashū
Le Shokugoshūi wakashū (続後拾遺和歌集) (Suite de la collection des poèmes japonais glanés, un titre qui rappelle le Shokushūi wakashū) est une anthologie impériale de poésie japonaise du genre waka. Elle a été terminée en 1325 ou 1326, deux ou trois ans après que l'empereur retiré Go-Daigo l'a commandée en 1323. Fujiwara no Tamefuji en a commencé la compilation avant que Fujiwara no Tamesada ne la termine, tous deux membres de l'ancienne et conservatrice école poétique Nijō). La collection comprend 20 rouleaux contenant 1 347 poèmes.

## Source de la traduction
- (en) Cet article est partiellement ou en totalité issu de l’article de Wikipédia en anglais intitulé « Shokugoshūi Wakashū » (voir la liste des auteurs).